# Coraciidae
Coraciidae é a família de aves coraciformes, que foi descrita por Rafinesque em 1815, que inclui os rolieiros. O género-tipo da família é Coracias (Linnaeus, 1758). O grupo habita o Velho Mundo e a maioria biodiversidade encontra-se nas regiões de clima quente a temperado.
Os rolieiros são aves de médio porte, com bico largo e relativamente curto, ligeiramente encurvado na ponta. As patas são características do grupo, com o segundo e terceiro dedos unidos na base. As asas são grandes e arredondadas e a cauda pode ser longa, por comparação com o resto do corpo. A plumagem é colorida, em tons de azul, púrpura, verde e castanho. Os rolieiros não apresentam dimorfismo sexual.
Os rolieiros alimentam-se de insectos que caçam em voos por vezes bastante acrobáticos. Estas aves não constroem ninhos e chocam os ovos em buracos de árvores.
A espécie mais comum do grupo é o rolieiro-europeu (Coracias garrulus).

## Géneros e espécies
Existem 13 espécies, classificadas em dois géneros: Coracias e Eurystomus.
- Coracias
  - Rolieiro-europeu, Coracias garrulus
  - Rolieiro-abissínio, Coracias abyssinicus
  - Rolieiro-de-peito-lilás, Coracias caudatus
  - Rolieiro-de-raquetes, Coracias spatulatus
  - Rolieiro-de-sobrancelhas-brancas, Coracias naevia
  - Rolieiro-indiano, Coracias benghalensis
  - Rolieiro-indochinês, Coracias affinis
  - Rolieiro-d'asa-púrpura, Coracias temminckii
  - Rolieiro-de-barriga-azul, Coracias cyanogaster

- Eurystomus
  - Rolieiro-de-bico-amarelo, Eurystomus glaucurus
  - Rolieiro-de-garganta-azul, Eurystomus gularis
  - Rolieiro-oriental, Eurystomus orientalis
  - Rolieiro-das-molucas, Eurystomus azureus